# Verbindingsdienst

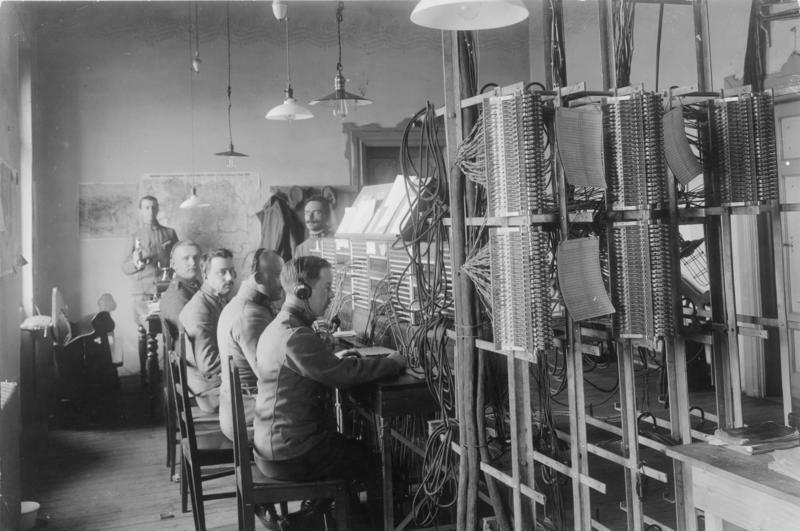
Afdeling van de Duitse verbindingsdienst tijdens de Eerste Wereldoorlog

De Verbindingsdienst verzorgt de telecommunicatie bij de strijdkrachten. 
De verbindingsdienst heeft als taak het verzorgen van communicatieverbindingen in de breedste zin van het woord. Communicatie is van oudsher een essentiële militaire functie om inlichtingen door te kunnen geven en om de inzet van eenheden te coördineren. In de oudheid gebruikte men hiervoor al boodschappers/koeriers, post of (sein)vlaggen.
In de eerste jaren van de moderne verbindingsdienst in de tweede helft van de 19e eeuw ging het voornamelijk om telegraafverbindingen en de militaire post of veldpost. Ook maakte men op beperkte schaal gebruik van postduiven. Later kwamen daar ook telefoonverbindingen en radioverbindingen bij (onder andere VHF en HF) en troposcatterverbindingen
Tegenwoordig is de verbindingsdienst verantwoordelijk voor de inzet van alle soorten communicatie- en informatiesystemen bij militaire operaties. Naast radio- en telefonieverbindingen voor spraakverkeer, horen hier ook systemen voor de digitalisering van het gevechtsveld en commandovoeringsystemen bij, evenals logistieke informatiesystemen. Er wordt daarbij gebruikgemaakt van speciale netwerkinfrastructuren en communicatiemiddelen die niet afhankelijk zijn van een vaste civiele infrastructuur, zoals satellietcommunicatie, straalzenders en radioverbindingen.
De Verbindingsdienst van de Koninklijke Landmacht in Nederland wordt gevormd door het Regiment Verbindingstroepen. Ook bij de Koninklijke Marine is er een dienstvak Verbindingsdienst. De Koninklijke Luchtmacht kent de functiegroep Communicatie- en Informatiesystemen.